# Amphoe Chaturaphak Phiman
Amphoe Chaturaphak Phiman (Thai: อำเภอ จตุรพักตรพิมาน) ist ein Landkreis (Amphoe – Verwaltungs-Distrikt) im Westen der Provinz Roi Et. Die Provinz Roi Et liegt in der Nordostregion von Thailand, dem so genannten Isan.

## Geographie
Amphoe Chaturaphak Phiman grenzt an die folgenden Landkreise (von Norden im Uhrzeigersinn): an die Amphoe Si Somdet, Mueang Roi Et, Mueang Suang und Kaset Wisai in der Provinz Roi Et Province, sowie an Amphoe Wapi Pathum der Provinz Maha Sarakham.

## Geschichte
Der Landkreis wurde 1939 von Hua Chang in Chaturaphak Phiman umbenannt.

## Verwaltungseinheiten

### Provinzverwaltung
Der Landkreis Chaturaphak Phiman ist in zwölf Tambon („Unterbezirke“ oder „Gemeinden“) eingeteilt, die sich weiter in 150 Muban („Dörfer“) unterteilen.
| Nr. | Name        | Thai    | Muban | Einw.  |
| --- | ----------- | ------- | ----- | ------ |
| 01. | Hua Chang   | หัวช้าง   | 15    | 13.094 |
| 02. | Nong Phue   | หนองผือ  | 11    | 07.511 |
| 03. | Mueang Hong | เมืองหงส์ | 17    | 07.311 |
| 04. | Khok Lam    | โคกล่าม  | 16    | 07.370 |
| 05. | Nam Sai     | น้ำใส    | 10    | 04.824 |
| 06. | Dong Daeng  | ดงแดง   | 16    | 08.828 |
| 07. | Dong Klang  | ดงกลาง  | 10    | 05.905 |
| 08. | Pa Sang     | ป่าสังข์   | 14    | 05.863 |
| 09. | I Ngong     | อีง่อง    | 09    | 04.343 |
| 10. | Lin Fa      | ลิ้นฟ้า    | 09    | 04.536 |
| 11. | Du Noi      | ดู่น้อย    | 14    | 06.597 |
| 12. | Si Khot     | ศรีโคตร  | 09    | 04.318 |

### Lokalverwaltung
Es gibt sieben Kommunen mit „Kleinstadt“-Status (Thesaban Tambon) im Landkreis:
- Nong Phue (Thai: เทศบาลตำบลหนองผือ) bestehend aus dem kompletten Tambon Nong Phue.
- Mueang Hong (Thai: เทศบาลตำบลเมืองหงส์) bestehend aus dem kompletten Tambon Mueang Hong.
- Lin Fa (Thai: เทศบาลตำบลลิ้นฟ้า) bestehend aus dem kompletten Tambon Lin Fa.
- Chaturaphak Phiman (Thai: เทศบาลตำบลจตุรพักตรพิมาน) bestehend aus Teilen des Tambon Hua Chang.
- Hua Chang (Thai: เทศบาลตำบลหัวช้าง) bestehend aus Teilen des Tambon Hua Chang.
- Khok Lam (Thai: เทศบาลตำบลโคกล่าม) bestehend aus dem kompletten Tambon Khok Lam.
- Dong Daeng (Thai: เทศบาลตำบลดงแดง) bestehend aus dem kompletten Tambon Dong Daeng.

Außerdem gibt es sechs „Tambon-Verwaltungsorganisationen“ (องค์การบริหารส่วนตำบล – Tambon Administrative Organizations, TAO):
- Nam Sai (Thai: องค์การบริหารส่วนตำบลน้ำใส) bestehend aus dem kompletten Tambon Nam Sai.
- Dong Klang (Thai: องค์การบริหารส่วนตำบลดงกลาง) bestehend aus dem kompletten Tambon Dong Klang.
- Pa Sang (Thai: องค์การบริหารส่วนตำบลป่าสังข์) bestehend aus dem kompletten Tambon Pa Sang.
- I Ngong (Thai: องค์การบริหารส่วนตำบลอีง่อง) bestehend aus dem kompletten Tambon I Ngong.
- Du Noi (Thai: องค์การบริหารส่วนตำบลดู่น้อย) bestehend aus dem kompletten Tambon Du Noi.
- Si Khot (Thai: องค์การบริหารส่วนตำบลศรีโคตร) bestehend aus dem kompletten Tambon Si Khot.